# Präformationslehre

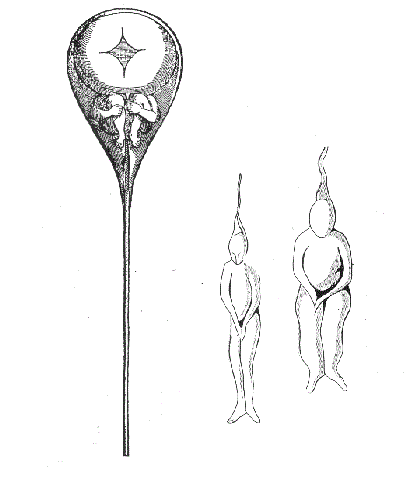
Spermien als präformierte Menschen, Zeichnung von Nicolas Hartsoeker, 1695

Die Präformationslehre oder Präformationstheorie (lateinisch prae ‚vor‘ und formatio ‚Gestaltung‘, ‚Bildung‘) ist eine entwicklungsbiologische Theorie, die in der Antike von dem griechischen Philosophen Anaxagoras vertreten wurde und in der Neuzeit im 17. Jahrhundert wieder auftrat und dann bis in das 19. Jahrhundert hinein vorherrschend war. Eine weitere damals gebräuchliche Bezeichnung war „Evolutionslehre“, wobei „Evolution“ (im Sinne von Entwicklung als reiner Wachstumsprozess) aber eine ganz andere Bedeutung hatte als heute. Die Präformisten nahmen an, dass der gesamte Organismus im Spermium (Animalkulismus) bzw. bei Eier legenden Tieren im Ei (Ovismus oder Ovulismus) vorgebildet („präformiert“) sei und sich nur noch entfalten und wachsen müsse (die Eizelle war damals noch unbekannt). 
Dem stand die Theorie der Epigenese gegenüber, wonach sich die Strukturen und Organe eines Organismus erst im Verlauf der Individualentwicklung ausbilden. Die Epigenese war seit der Antike und bis in das 17. Jahrhundert hinein die herrschende Meinung gewesen, wurde dann aber im Zuge der Aufklärung als nicht mehr plausibel durch präformistische Vorstellungen abgelöst. Erst im frühen 19. Jahrhundert konnte sie sich erneut als bis heute gültige Anschauung etablieren.

## Grundlagen
Lebewesen galten im 17. Jahrhundert als unteilbare Individuen. Die heute selbstverständliche Vorstellung der Fortpflanzung kam erst gegen Ende des 18. Jahrhunderts auf. Bis dahin betrachteten die meisten Gelehrten die „Zeugung“ eines Lebewesens als einen Schöpfungsakt, der grundsätzlich eines göttlichen Eingriffs bedurfte. In der Renaissance gewann die seit der Antike belegte Idee der natürlichen Urzeugung zunehmenden Zuspruch: Dabei ging man entweder davon aus, dass alle Arten in ihrer heutigen Form irgendwann aus toter Materie spontan entstünden, oder man unterschied die Urzeugung „niederer“ Tiere (etwa Würmer, Insekten, Schlangen und Mäuse) von der „Samenzeugung“ beim Menschen und bei höheren Tieren, die eines Mutterleibs bedürfte. Für letztere formulierte erstmals Giuseppe degli Aromatari (1587–1660) 1625 die Vorstellung, dass ein Organismus bereits vor seiner Zeugung „vorgeformt“ (präformiert) sein könnte und sich nur noch entfalten müsse. Aromatari stützte sich dabei auf Untersuchungen von Pflanzen, in deren Samen und Zwiebeln er die Tochterpflänzchen schon vorgebildet sah, und übertrug das spekulativ auf Tiere und Menschen. Nach dieser Ansicht hatte der göttliche Eingriff bereits bei der Erschaffung der Welt stattgefunden, bei der alle bisherigen und zukünftigen Generationen nach dem Prinzip der russischen Matrjoschka-Puppen ineinandergeschachtelt geschaffen wurden. Dies entsprach dem Zeitgeist, der die metaphysischen Lehren der Scholastik und der Antike (Aristoteles) zu überwinden trachtete und das Ideal einer mechanistischen Naturerklärung verfolgte, und fand daher schnell Anklang. Aufgrund der Vorstellung, dass die vorgebildeten Organismen lediglich „ausgewickelt“ (lat. evolvere) werden müssten, sprach man im 17. und 18. Jahrhundert anstelle von Präformation oder Präformismus auch von Evolution, womit „Evolutionslehre“ damals eine ganz andere Bedeutung hatte als heute.

## Weitere historische Entwicklung
Starke Unterstützung erfuhr die Präformationslehre durch mikroskopische Untersuchungen. So untersuchte Marcello Malpighi die Entwicklung des Embryos im Hühnerei und deutete diese als Wachstum bereits präformierter Strukturen. Nach der Entdeckung des Spermiums (1677) entstanden Darstellungen wie diejenige von Nicolas Hartsoeker, der den gesamten Embryo als Homunculus in einen Spermienkopf hineinzeichnete. Animalkulisten wie Hartsoeker, Gottfried Wilhelm Leibniz und Antoni van Leeuwenhoek postulierten, dass alle künftigen Generationen im Spermium präformiert seien und der weibliche Organismus nur die Nahrungsgrundlage biete. Umgekehrt glaubten Ovisten wie Malpighi, Jan Swammerdam und Antonio Vallisneri (1661–1730), den künftigen Organismus im Ei vorgebildet zu sehen, und sie schrieben dem Spermium nur eine anregende Funktion zu.
Widerspruch gegen die Präformationslehre gab es im 17. Jahrhundert nur vereinzelt; zu nennen sind William Harvey und René Descartes. Harvey hatte schon vor Malpighi die Entwicklung des Hühnerembryos studiert und als allmähliche Differenzierung von Organen aus homogener Materie (Epigenese) beschrieben. Seine Darstellung war jedoch dadurch diskreditiert, dass er in aristotelischer Tradition ein metaphysisches formbildendes Prinzip postulierte. Ähnlich verhielt es sich mit Descartes, der in diesem Zusammenhang von „animalischen Geistern“ (esprits animaux) sprach. Diskutiert wurde daher fast ausschließlich darüber, ob die künftigen Generationen im Ei oder im Spermium vorgebildet seien.

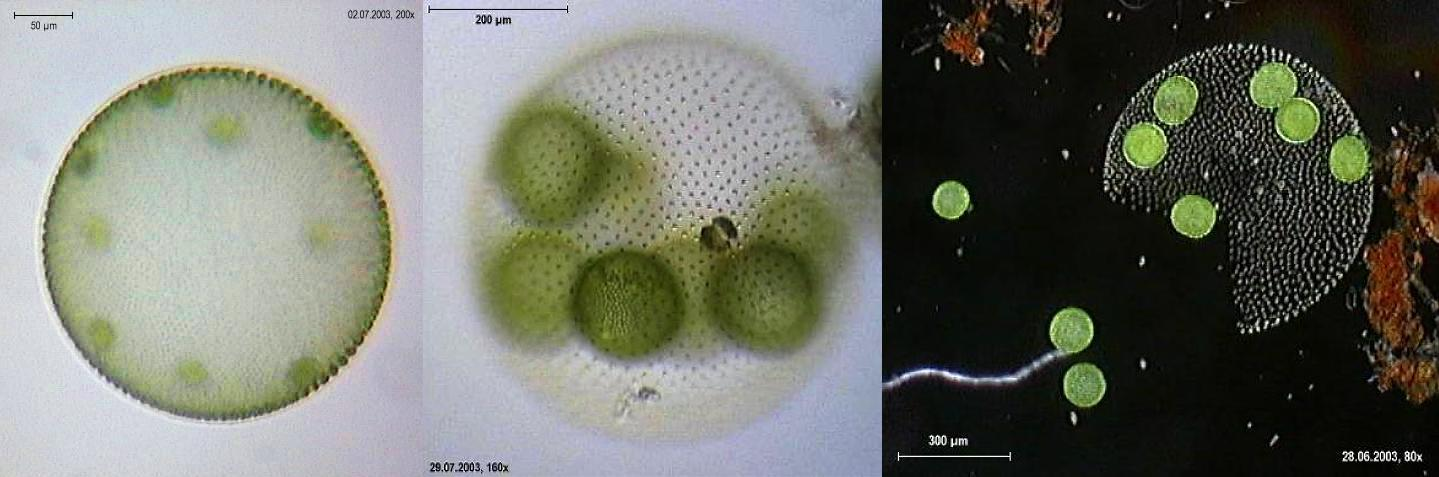
Kugelalgen (Volvox aureus)

Auch im 18. Jahrhundert blieb die Präformationslehre fast ohne Alternative. Inzwischen war der Glaube an die Urzeugung komplexer Lebewesen überwunden, man hielt es für unmöglich, dass auf natürlichem Weg aus homogener Materie komplizierte Lebewesen hervorgehen könnten. Weiterhin war aber die Schöpfungslehre des Alten Testaments die Grundlage derartiger Überlegungen. Daher erschien es unausweichlich, die Erschaffung aller (auch zukünftig gezeugter) Organismen an den Anfang der Welt zu verlegen, und 1710 prägte Nicolas Andry de Boisregard den Begriff der Einschachtelung (frz. emboîtement). Zur Stützung dieser Anschauung wurden viele empirische „Beweise“ beigebracht, so etwa der Bericht von Charles Bonnet (1740), dass weibliche Blattläuse sich über mehrere Generationen ohne Männchen fortpflanzen können (Parthenogenese), oder die Beschreibung der kugelförmigen Alge Volvox, bei der mehrere Generationen ineinandergeschachtelt zu sehen sein können. Bonnets Untersuchung entschied zudem den Streit der Ovisten und Animalkulisten zugunsten der ersteren.
Einwände gegen die Präformationslehre, wie sie im 18. Jahrhundert etwa von Étienne Geoffroy Saint-Hilaire, Pierre Louis Moreau de Maupertuis, René-Antoine Ferchault de Réaumur, John Turberville Needham und Georges-Louis Leclerc de Buffon vorgebracht wurden, waren zumeist rein spekulativ und wurden als unwissenschaftlich und sachlich falsch abgewiesen. Réaumur, der die Entwicklung von Insekten studierte und durchaus Unterschiede im Bau von Raupen und Puppen bemerkte, kam zu dem Ergebnis: „Wenn man versucht, sich klare Vorstellungen von der ersten Entstehung einiger organischer Körper zu machen, spürt man bald, dass unsere Urteilsfähigkeit und der Umfang der uns zur Verfügung stehenden Kenntnisse uns nie zu dieser Erkenntnis führt; wir müssen mit der Entwicklung und dem Wachstum der bereits ausgebildeten Wesen anfangen, ohne zu wagen, weiter zu gehen.“ Eine Ausnahme war Caspar Friedrich Wolff, der detaillierter als zuvor Harvey aufzeigte, dass der Hühnerembryo sich aus undifferenziertem Gewebe entwickelt und keineswegs schon vorgebildet ist. Auch Wolffs Kritik wurde jedoch von den tonangebenden Vertretern der Präformationslehre zurückgewiesen.
Zur Überwindung der Präformationslehre kam es erst im frühen 19. Jahrhundert, vor allem aufgrund weiterer embryologischer Arbeiten von Christian Heinrich Pander (1817) und Karl Ernst von Baer (1828), bei denen diese die Bedeutung der Keimblätter erkannten.